# Libín
Libín (deutsch Libin) ist eine Gemeinde in Tschechien. Sie liegt acht Kilometer südwestlich von Třeboň in Südböhmen und gehört zum Okres České Budějovice.

## Geographie

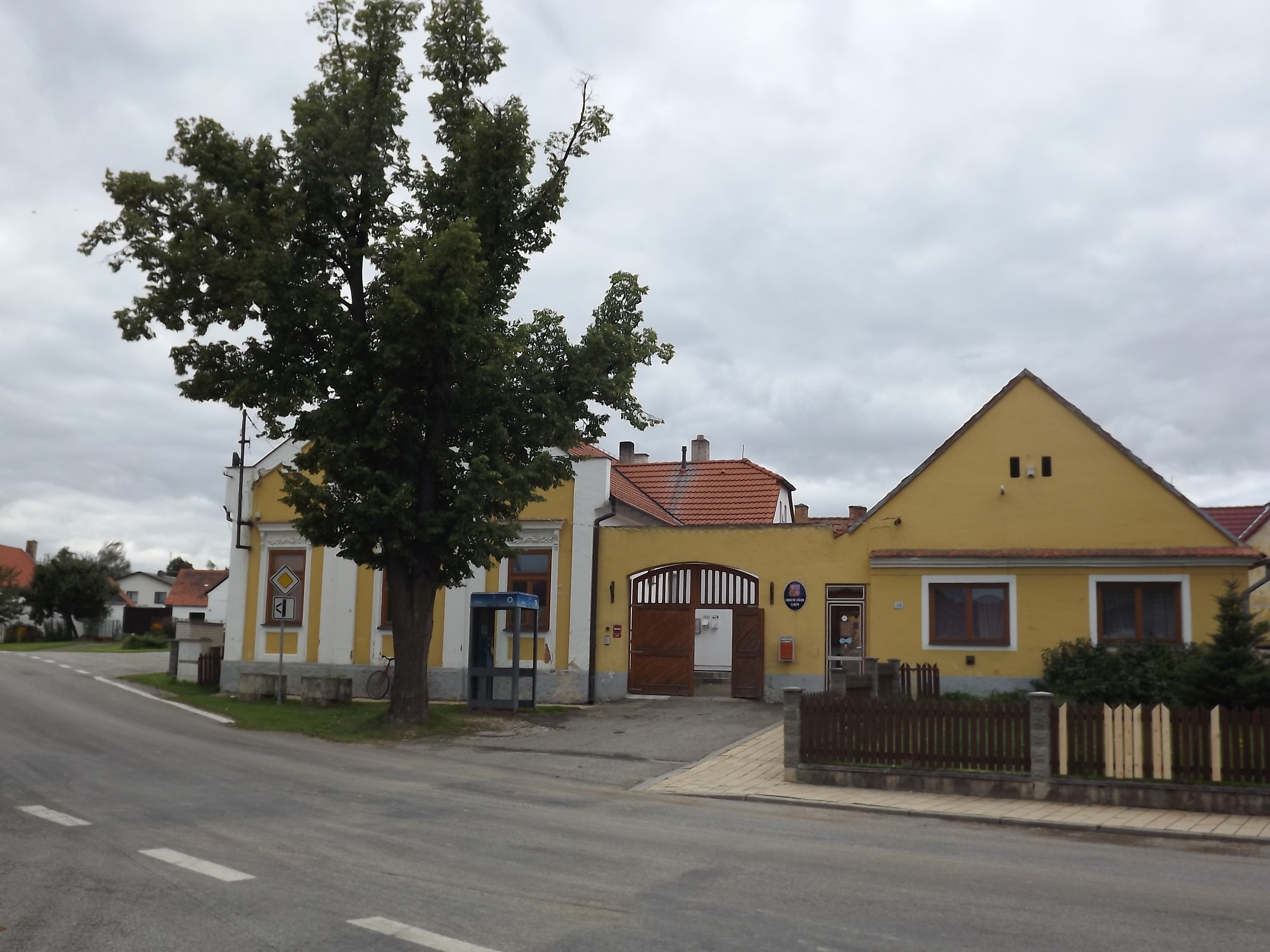
Libín

Libín befindet sich linksseitig über dem mit dem Teich Spolský rybník gefluteten Tal des Baches Spolský potok am Abfall der Lischauer Schwelle zum Wittingauer Becken. Gegen Westen liegt mit dem Vlkovický rybník ein weiterer großer Teich. Am südöstlichen Ortsrand liegen die Teiche Prostřední rybník und Benátský rybník. Nördlich erhebt sich der Vranín (503 m), im Nordosten der Džbány (474 m), östlich der Na Padělkách (458 m) und der Výhon (475 m).
Nachbarorte sind Štěpánovice, Sosní, Dolní Miletín, Horní Miletín und Vranín im Norden, Spolský Mlýn, Dvorce, Odměny und Spolí im Nordosten, Domanín im Osten, Hrachoviště und Kojákovice im Südosten, Mladošovice und Petrovice im Süden, Ledenice im Südwesten, Slavošovice im Westen sowie Zvíkov, Vlkovice, Skalice und Hvozdec im Nordwesten.

## Geschichte
Das Dorf entstand wahrscheinlich im 11. Jahrhundert, sein Name leitet sich von Libův Dvůr (Hof des Liba) ab. Die erste schriftliche Erwähnung von Lubyen erfolgte 1366, als Johann von Landstein das Dorf zusammen mit einer Hälfte der Stadt Wittingau sowie weiteren Ortschaften an die Brüder Jost, Johann und Peter von Rosenberg verkaufte. Im Jahre 1440 überließen die Herren von Rosenberg das Dorf dem Augustiner-Chorherrenstift Wittingau. Nach dessen Säkularisation fiel das Dorf 1567 wieder der Herrschaft Wittingau zu. Im Jahre 1600 bestand das Dorf aus 13 Siedlern, drei Häuslern und einem Kretscham. Zwei Jahre später wurde Libín vom Heimfall befreit. Nach dem Tode von Peter Wok von Rosenberg fiel das Erbe der Rosenberger 1612 Johann Georg von Schwanberg zu. Zu Beginn des Dreißigjährigen Krieges unterstützte Peter von Schwanberg die aufständischen Stände. 1619 fiel das Heer des kaiserlichen Generals Charles Bonaventure de Longueval, Comte de Bucquoy in die Gegend ein und verwüstete sie. Nach der Niederlage in der Schlacht am Weißen Berg wurde Wittingau zum Zentrum der Aufständischen, das den Angriffen der Kaiserlichen Truppen noch bis zum März 1622 widerstand. Danach wurden die Güter Peter von Schwanbergs konfisziert und fielen an die Habsburger, die die Gegenreformation durchführten. Dabei wurde 1631 auch das Augustinerstift wiedereröffnet und Libin wieder in den Stiftsbesitz übertragen. Zwischen 1625 und 1626 lag der Teich Spolský rybník wüst. Im Rahmen der Josephinischen Reformen wurde das Stift 1785 aufgehoben. 1787 erwarb Johann I. Fürst zu Schwarzenberg den klösterlichen Besitz und schloss diesen als Gut Wittingau an seiner Herrschaft Wittingau an.
Im Jahre 1840 bestand Libin aus 34 Häusern mit 211 Einwohnern. 26 Häuser waren dem Gut Wittingau und acht der Stadt Wittingau untertänig. Pfarrort war Stiepanowitz. Bis zur Mitte des 19. Jahrhunderts blieb das Dorf immer zwischen dem Gut und der Stadt Wittingau geteilt.
Nach der Aufhebung der Patrimonialherrschaften bildete Libín/Libin ab 1850 eine Gemeinde im Bezirk Budweis und dem Gerichtsbezirk Lischau. Der Schulunterricht wurde 1862 aufgenommen, 1885 wurde das Schulhaus eingeweiht. Im Jahre 1910 hatte das Dorf 281 tschechischsprachige Einwohner. 1948 wurde Libín dem Okres Třeboň zugeordnet und kam nach dessen Aufhebung zu Beginn des Jahres 1961 zum Okres České Budějovice zurück. Am 27. November 1971 wurden Slavošovice und Spolí eingemeindet. 1986 lebten in den 153 Häusern von Libín 63 Personen.

## Gemeindegliederung
Die Gemeinde Libín besteht aus den Ortsteilen Libín (Libin), Slavošovice (Slaboschowitz) und Spolí (Spoli), die zugleich auch Katastralbezirke bilden. Zu Libín gehören außerdem die Wohnplätze  Odměny und Spolský Mlýn.

## Bevölkerungsentwicklung
| Jahr      | 1869 | 1880 | 1890 | 1900 | 1910 | 1921 | 1930 | 1950 | 1961 | 1970 | 1980 | 1991 | 2001 | 2011 | 2021 |
| --------- | ---- | ---- | ---- | ---- | ---- | ---- | ---- | ---- | ---- | ---- | ---- | ---- | ---- | ---- | ---- |
| Einwohner | 637  | 704  | 627  | 695  | 675  | 672  | 599  | 478  | 441  | 348  | 292  | 315  | 307  | 387  | 416  |

## Sehenswürdigkeiten
- Kirche Herz Jesu in Libín, ihr Dach wurde im Jahre 2002 erneuert
- Gehöfte im südböhmischen Bauernbarockstil in Libín, Odměny, Slavošovice und Spolí
- Teich Spolský rybník, ein Teich ist seit 1372 nachweislich, der heutige 124 ha große Teich wurde von Jakob Krčín von Jelčany angelegt. In der zweiten Hälfte des 20. Jahrhunderts wurde er zum Erholungsgebiet. Nachdem ab 1953 auf beiden Seiten erste Ferienhäuser angelegt worden waren, wuchs die Feriensiedlung in den 1960er Jahren stark an. Heute umfasste sie 180 Ferienhäuser.
- Kapelle in Slavošovice
- Kapelle in Spolí
- Naturschutzgebiet V Rájích südwestlich der Mühle Spolský Mlýn, das Torfmoor mit fleischfressenden Pflanzen wurde 1957 und 1988 auf einer Fläche von 1,5 ha unter Schutz gestellt.
- Spolský Mlýn, die Wassermühle sowie eine Nischenkapelle entstanden 1861, später wurde die Mühle in ein Sägewerk umgewandelt. Der Mühlgraben vom Spolský potok zur Mühle wurde 1962 bei Meliorationsarbeiten trockengelegt. Das Sägewerk befindet sich heute im Eigentum der Stadt Třeboň.
- Naturlehrpfad von Spolí zum Teich Svět